# World Wonder Ring Stardom
World Wonder Ring Stardom (яп. スターダム 女子プロレス), часто называемый просто Stardom (стилизованное название ST★RDOM) — японский промоушен дзёси пурорэсу или женского рестлинга, базирующийся в Токио, Япония. Stardom был основан в сентябре 2010 года бывшим сопродюсером All Japan Women Росси Огавой, рестлером в отставке и мастером смешанных единоборств Фукой Какимото и ветераном All Japan Women Нанаэ Такахаси. В настоящее время Stardom принадлежит японской компании Bushiroad, занимающейся карточными играми, что делает ее сестринским промоушеном New Japan Pro-Wrestling (NJPW).
Stardom быстро стал одним из ведущих промоушенов дзёси пурорэсу, во многом благодаря тому, что гравюр-айдол Юзуки Аикава стала лицом промоушена. Как и JDStar, Stardom также уделяет большое внимание физической привлекательности своих работников и ежегодно публикует несколько фотоальбомов и календарей с их фотографиями. В стиле Stardom на ринге прослеживается влияние смешанных боевых искусств, многие рестлеры полагаются на удары ногами в качестве основной части своей атаки.
Stardom часто проводит шоу в Токио, а также часто ездит в Осаку для проведения дневных и ночных мероприятий в течение одного дня. В 2020 году шоу We Are Stardom!!! начали транслироваться на BS Nittele и Tokyo MX, и это ознаменовало первый случай, когда у промоушена дзёси пурорэсу появилась еженедельная национальная телевизионная программа после того, как All Japan Women’s Pro Wrestling (AJW) покинул Fuji TV в 2002 году.